# Jayshree Ullal

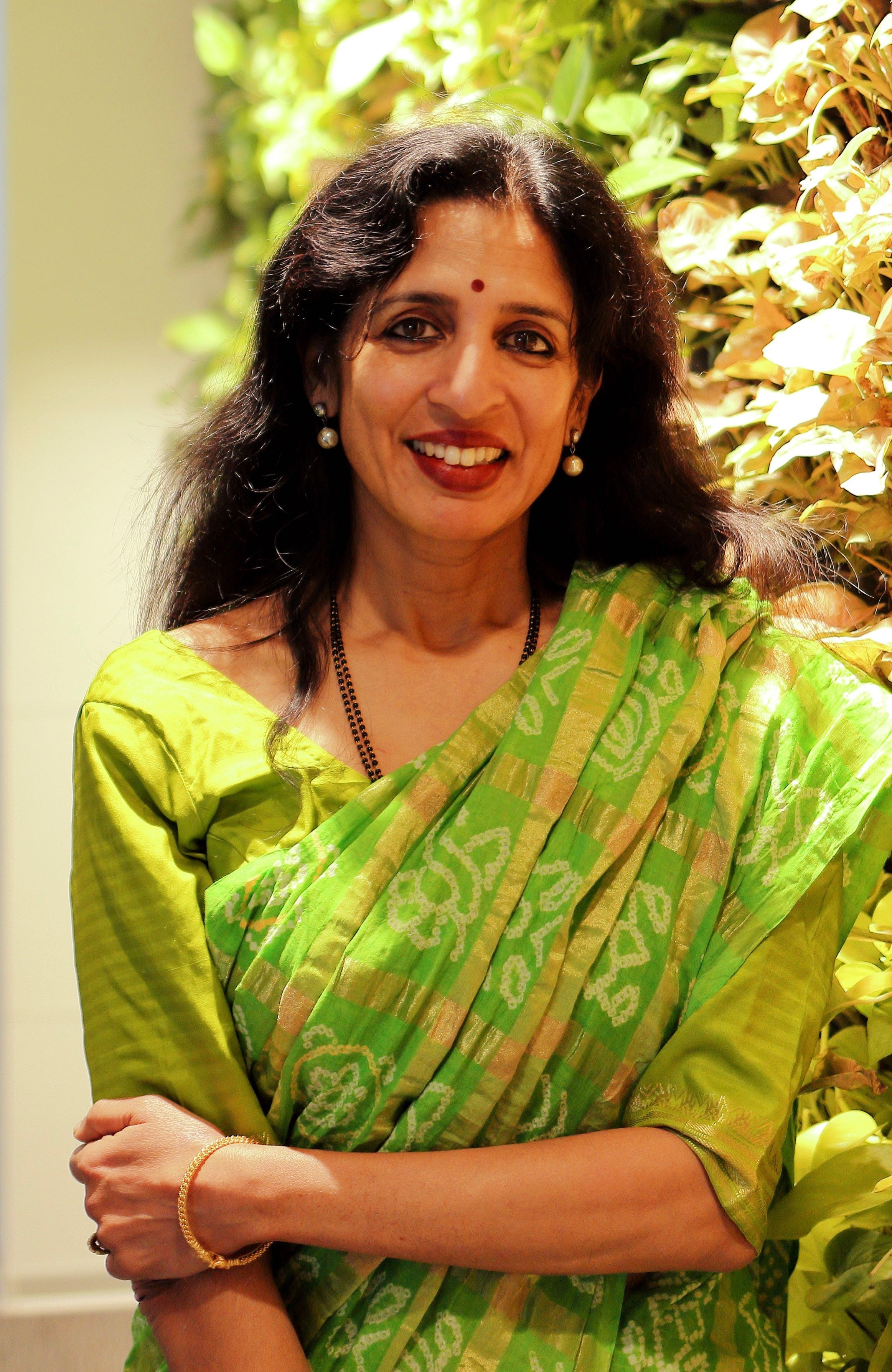
Jayshree Ullal, 2015

 Jayshree V. Ullal (* 27. März 1961 in London, England) ist eine indisch-amerikanische Ingenieurin. Sie ist seit 2008 Präsidentin und CEO von Arista Networks, einem börsennotierten Unternehmen für Computernetzwerke.

## Leben und Werk

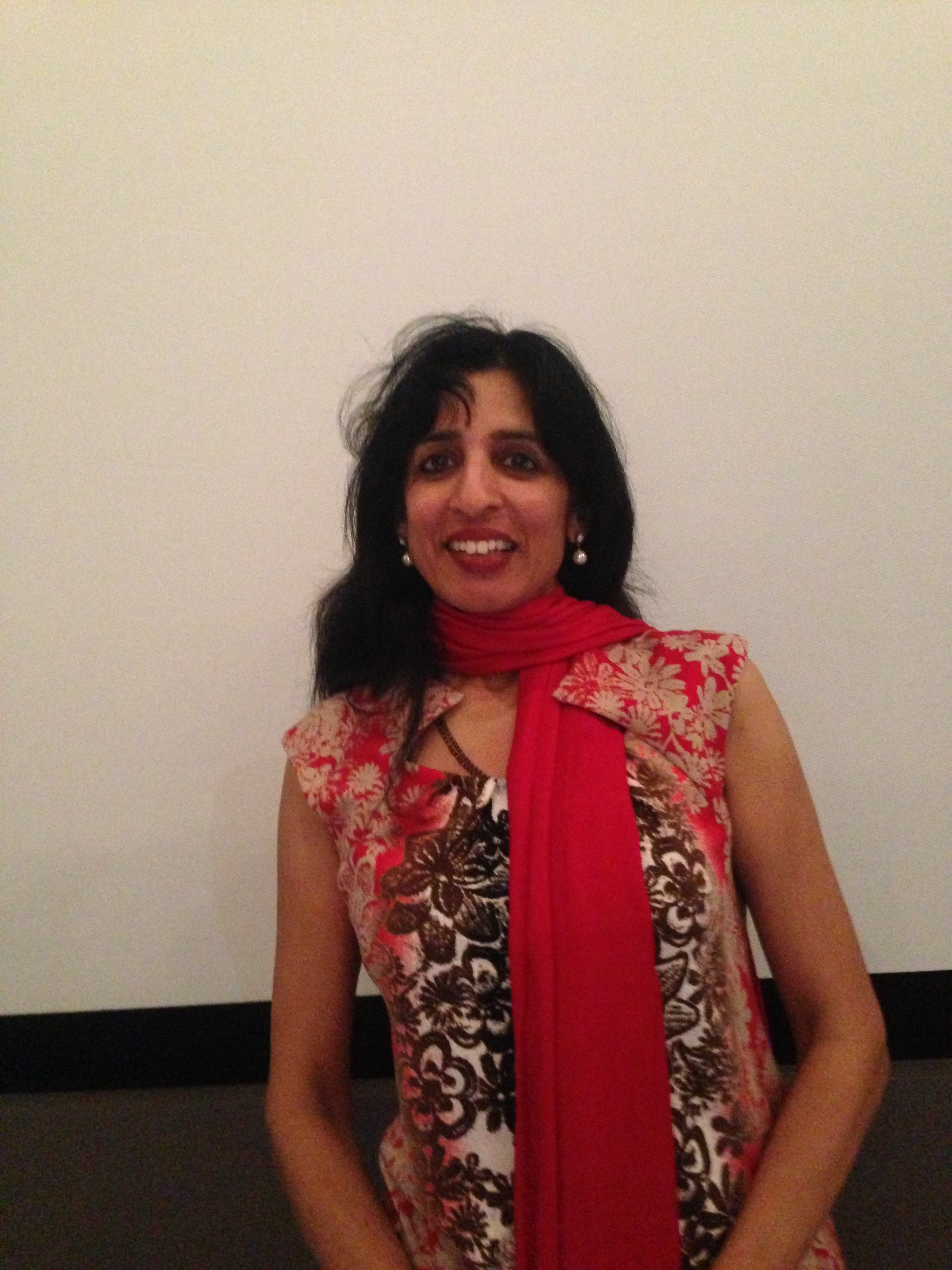
Jayshree V. Ullal, 2014

Ullal wurde in London als Tochter eines Physikprofessors geboren und wuchs in Neu-Delhi auf. Sie studierte Ingenieurwesen an der San Francisco State University, wo sie einen Bachelor-Abschluss in Elektrotechnik erwarb. Sie erhielt einen Master-Abschluss in Engineering Management an der Santa Clara University.
Anschließend arbeitete sie 11 Jahre als Chipdesignerin in der Halbleiterindustrie. Danach übernahm sie eine Marketingposition beim Fast-Ethernet-Startup Crescendo Communications, das Cisco 1993 als Grundlage für den Aufbau seines heute dominierenden Ethernet-Switch-Geschäfts kaufte. Bei Cisco hatte sie die Leitung und Ausführung von Cisco Switching and Security, leitete die Expansion des Unternehmens in die Produktlinien für Rechenzentren und war für einen Umsatz von über 10 Milliarden US-Dollar verantwortlich. Sie war Senior Vice President der Security Technology Group, wo sie das Portfolio von Self-Defending Networks auf 2 Milliarden US-Dollar verdoppelte und in drei Jahren einen Marktanteil von mehr als 40 % anhäufte. Sie beaufsichtigte fast 20 Fusionen und Übernahmen für Cisco im Unternehmenssektor.
Ullal wurde 2008 Präsidentin und CEO von Arista Networks, einem Unternehmen für Computernetzwerke, wo sie als Senior Vice President für das Data Center, die Switching and Services Group tätig war. Sie trat 2020 in den Vorstand von Snowflake Inc. ein, einem Cloud-Computing-Unternehmen, das im September 2020 an die Börse ging.
Ullal besaß 2019 ein Nettovermögen von 1,2 Milliarden US-Dollar.
Ullal lebt mit ihrem Mann Vijay Ullal und ihren beiden Töchtern in den Vereinigten Staaten.

## Auszeichnungen (Auswahl)
- 2001: Information Week Innovator and Influencer Award
- 2005: 50 Most Powerful People, Network World
- 2007: Women of Influence Security Award, Executive Women’s Forum
- 2008: Women of Influence Award, CSO[5]
- 2011: Eine der fünf einflussreichsten Menschen in der Netzwerkindustrie, Forbes[6]
- 2011: Eine Top-Ten-Führungskraft in der VMWorld
- 2013: Eine der sieben prominenten Frauen indischer Herkunft in der IT-Branche in den USA, The Economic Times[7]
- 2013 und 2016: Distinguished Engineering Alumni Award, Santa Clara University School of Engineering[8]
- 2014: Platz 3 der 22 mächtigsten Ingenieurinnen der Welt bei Business Insider[9]
- 2014: Platz 2 in der Liste der Top 25 Disruptoren 2014 von CRN[10]
- 2015: Platz 3 in der Liste der Top 25 Disruptoren 2015 von CRN[11]
- 2015: Platz 9 in der Liste der 30 beeindruckendsten Ingenieurinnen, Best Computer Science Degrees[12]
- 2015: EY US Entrepreneur Of The Year Award Gewinner[13]
- 2019: Platz 1 auf Masalas Liste der einflussreichsten asiatischen Frauen in Amerika
- 2019: Platz 18 auf der Fortune-Liste „Businessperson of the Year“[14]